# 博多 (巴西)
博多（葡萄牙語：Bodó）是巴西北大河州的一个市镇。总面积253.513平方公里，总人口2775人，人口密度10.9人/平方公里。